# بلاس غارسيا مونتيرو
بلاس غارسيا مونتيرو (بالإسبانية: Blas García Montero)‏ هو لاعب كرة قدم أرجنتيني في مركز الدفاع، ولد في 8 ديسمبر 1995 في Saladillo, Buenos Aires ‏ في الأرجنتين. لعب مع نادي ألميرانته براون.

## وصلات خارجية
- بلاس غارسيا مونتيرو على موقع Soccerway.com (الإنجليزية)